# Ichtratzheim
Ichtratzheim – miejscowość i gmina we Francji, w regionie Grand Est, w departamencie Dolny Ren.
Według danych na rok 1990 gminę zamieszkiwało 280 osób, 91 os./km².